# Harald Grønningen
Harald Grønningen (Lensvik, Noruega 1934 - 26 d'agost de 2016) fou un esquiador de fons noruec, que destacà a la dècada del 1960.

## Carrera esportiva
Participà en els Jocs Olímpics d'Hivern de 1960 ralitzats a Squaw Valley (Estats Units), on participà en tres proves: la prova de 15 quilòmetres, on finalitzà onzè; la prova de 50 quilòmetres, on finalitzà catorzè; i finalment la prova de relleus 4 x10 quilòmetres amb l'equip noruec, on aconseguí la medalla de plata.
En els Jocs Olímpics d'Hivern de 1964 realitzats a la ciutat d'Innsbruck (Àustria) participà en les quatre proves disputades, aconseguint la medalla de plata en les proves de 15 i 30 quilòmetres, a més de finalitzar sisè en la prova de 50 quilòmetres i quart en la prova de relleus 4x10 km.
En els Jocs Olímpics d'Hivern de 1968 disputats a Grenoble (França) aconseguí la medalla d'or en la prova de 15 km i en la prova de relleus 4x10 amb l'equip noruec, a més de finalitzar tretzè en la prova de 30 km.
Al llarg de la seva carrera també aconseguí dues medalles en el Campionat del Món d'esquí nòrdic, l'any 1962 a Zakopane (Polònia) la medalla de plata en la prova de 15 km, i l'any 1966 a Oslo (Noruega) la medalla d'or en la prova de relleus 4x10 quilòmetres.